# Lycomedes ramosus
Lycomedes ramosus är en skalbaggsart som beskrevs av Gilbert John Arrow 1902. Lycomedes ramosus ingår i släktet Lycomedes och familjen Dynastidae. Inga underarter finns listade i Catalogue of Life.